# Cshunhjangga
A Cshunhjangga (hangul: 춘향가, handzsa: 春香歌, RR: Chunhyangga; „Cshunhjang (Chunhyang) éneke”) az eredeti 12 phanszori (pansori)műből fennmaradt öt madang (마당) egyike. A történet egy kiszeng (gisaeng) lányáról és egy jangban (yangban) nemesről szól. A szövegének legrégebbi változata az 1754-ben írt Manhvadzsip (Manhwajib) (만화집, 晩華集) című könyvben található meg kínai írással. A belőle született phanszori (pansori) prózai mű a Cshunhjang cson (Chunhyang jeon) (춘향전, „Cshunhjang (Chunhyang) története”). Ez a legnépszerűbb az öt fennmaradt madang közül, filmre, televízióra is adaptálták, de manhva (manhwa) is született belőle.

## Története
A történet főszereplői Cshunhjang (Chunhyang) („Tavasz illata”), egy egykori kiszeng (gisaeng) lánya, és I Mongnjong (Yi Mong-ryong), Namvon (Namwon) elöljárójának fia. Mongnjong (Monryong) a Tano (Dano) (tavasz)fesztivál idején megpillantja a szépséges Cshunhjang (Chunhyang)ot és azonnal beleszeret. A társadalmi különbségek ellenére feleségül veszi a lányt, ám ekkor a fővárosba szólítja kötelessége. Az otthon maradt lányt zaklatni kezdi a város új elöljárója, Pjon Hakto (Byeon Hak-do), arra akarja kényszeríteni, hogy legyen az ágyasa. A férjéhez hű Cshunhjang (Chunhyang) visszautasítja a férfi, aki emiatt börtönbe veti és megkínozza. Mongnjong (Monryong) a király titkos felügyelőjeként tér vissza a városba, lebuktatja a korrupt elöljárót és kiszabadítja feleségét, akivel ezután boldogan élnek.

## Értelmezése
A történet különleges abból a szempontból, hogy a főszereplői ellenszegülnek a Csoszon (Joseon)-kor normáinak, mely szerint egy jangban (yangban) nemes nem köthetett házasságot egy cshonmin (cheonmin) (kitaszított) rétegből származó nővel. Cshunhjang (Chunhyang) a bátorság, a női tisztaság megtestesítője, aki szembeszáll a korrupt és erkölcstelen nemes akaratával, és egyben az elnyomottaknak is hangot ad. A történet szatirikusan mutatja be a koreai nemesség zülött, korrupt életét.